# PID контролер
ПИД регулатор се нарича устройство или механизъм за управление, използващо обратна връзка и ПИД алгоритъм. Името му идва от първите букви на "пропорционален", "интегрален" и "диференциален" (англ. proportional, integral, derivative).

## Приложение
Използва се масово за управление на различни промишлени процеси като регулиране на ниво на съдове, разход на флуиди, налягане, оборотите на двигатели, температурата и др. ПИД регулаторът е вид стратегия за управление в автоматизацията на технологични процеси и много други области на техниката. В този си вид той съществува от 20-те години на 20-ти век и към днешна дата е най-масово разпространения регулатор. Във всеки един момент от време милиони регулатори по света управляват някой технологичен параметър. Само в една нефтопреработвателна рафинерия има над 5000 ПИД регулатора, във всеки автомобил също има десетина. ПИД регулаторът се използва в климатичните системи на сгради, в почти всички транспортни средства (кораби, самолети, локомотиви и др.) дори в космическите спътници и сонди за позиционирене, поддържане на траектория и пр.

## Начин на действие
ПИД регулаторът се стреми да поправи грешката, получена между предварително установената стойност и текущата стойност на контролираната величина (температура, ниво, обороти или нещо друго). ПИД регулаторът има един вход и един изход (ЕВЕИ, англ. SISO). Вход на ПИД регулаторът е грешката, т.е. разликата между зададената и текущата стойност на регулираната величина. Изход на ПИД регулаторът е неговото управляващо въздействие, което може да е електрическо напрежение, честота на ел. ток, налягане на пневматична или хидравлична система и др.
Грешката се получава като разлика между желаното състояние (напр. 60 градуса) и текущата измерена стойност. Измерванията могат да бъдат данни от тахогенератори, термистори и др.
Изходът на ПИД регулатора се изчислява на базата на трите му съставни части:
- 1. P – пропорционална – има смисъл на моменталната и директна реакция на регулатора към грешката. Напр. ако двигателят има по-ниска скорост от зададената – контролерът увеличава подаваното към него напрежение с цел увеличаване на скоростта му.
- 2. I – интегрална – смисълът ѝ е за премахване на установената грешка. Напр. при промяна на товара и установяване на зададените обороти.
- 3. D – диференциална – има смисъл за реакция към бързите промени на грешката и по-бързото затихване на грешката. Напр. когато температурата започне да се покачва, още преди да е стигнала желаното ниво контролерът да спре нагревателя, за да не се стигне до прегряване.

(Бележка: показаната на картината структура е т.нар. паралелна схема на ПИД регулатор. Тя е по-ясна и разбирама защото нагледно изяснява как се получава управляващия изход на регулатора. В практиката обаче много често се използва т.нар. последователна схема. Крайният резултат от нея е същия както при паралелната схема, но серийната има някои преимущества).
Всяка част се умножава с подходящ коефициент и частите се събират в една стойност, която определя реакцията на контролера.
Реакцията може да се предостави линейно към изхода (напрежение, честота и др.) или да премине през размита логика (Fuzzy Logic), която да определи какво да се прави (напр. – голямо повишение, малко повишение, без промяна, малко намаление, голямо намаление).
Възможно е някои от коефициентите да са 0. Тогава се получават разновидности (деривати) на ПИД регулатора (П, И, ПД и ПИ). Вариантите като Д или ИД са неприложими.
Коефициентите могат да се настройват по няколко начина: ръчно, метод на Ziegler–Nichols, със спец. софтуер за настройка, метод на Cohen-Coon.
Ръчната настройка се базира на следната таблица:
| коефициент | ускорение на нарастването | прехвърляне на зададената стойност | бързина на затихване | постоянна грешка (при линеен изход) |
| ---------- | ------------------------- | ---------------------------------- | -------------------- | ----------------------------------- |
| Kпроп.     | по-голямо                 | увеличава се                       | малка промяна        | намалява                            |
| Kинт.      | по-голямо                 | увеличава се                       | намалява             | премахва се                         |
| Kдиф.      | малко по-голямо           | намалява                           | увеличава се         | няма ефект                          |

Пример: ако искаме да не прехвърляме предварително зададената желана стойност, увеличаваме диференциалния коефициент и намаляме пропорционалния и интегралния.
Пояснение: Затихването представлява установяване на желаната стойност.
Системата може да излезе от стабилност ако няма затихване.